# Encandilan luces
Encandilan luces cuyo nombre alternativo es Encandilan Luces, viaje psicotrópico con Los Síquicos Litoraleños, es una película documental de Argentina filmada en colores dirigida por Alejandro Gallo Bermúdez sobre su propio guion escrito en colaboración con Santiago Van Dam, estrenada el 9 de julio de 2019 y que se refiere a la trayectoria del grupo musical de Curuzú Cuatiá Los Síquicos Litoraleños.

## Sinopsis
Historia a lo largo de quince años del conjunto Los Síquicos Litoraleños, desde su mito de origen hasta la influencia en otros músicos.

## Reparto
Intervinieron en el filme:
- Alan Courtis
- Mark Gergis
- Humphrey Inzillo
- Nicola Kokote

## Producción
Alejandro Gallo Bermúdez asistió en 2005 a la primera presentación que hicieron Los Síquicos Litoraleños en Buenos Aires y algunos años después decidió seguirlos, cámara en mano, en la gira que hicieron por Europa y en 2018 elaboró este documental con variado material: viejas grabaciones caseras, lo que él mismo filmó en Europa, y el testimonio de expertos en el tema, y hasta un supuesto biógrafo de la agrupación.

## Recepción crítica
Gaspar Zimerman escribió en Clarín:

…una de las bandas más insólitas y desconocidas de la escena under nacional: Los Síquicos Litoraleños. Disfrazados con túnicas, sombreros, pelucas y barbas postizas, estos desacatados tocan algo que podría definirse como chamamé psicodélico y que Encandilan luces intenta desentrañar…Como para mantener el aura de misterio, los propios involucrados no hablan, y eso hace que nunca dejemos de preguntarnos cuánto de falso y cuánto de real tiene este documental.Porque lo que se ve -y se escucha- es tan delirante que cuesta admitir su veracidad. “Ni ellos saben lo que tocan”, dice alguien. “Llevan al chamamé a un lugar extremo, de psicodelia y ruidismo”, arriesga otro…Su originalidad y desparpajo hacen de Encandilan luces toda una experiencia, aunque llega un punto en que la sorpresa desaparece y el chiste empieza a repetirse hasta el punto de gastarse, dejándonos con la sensación de que vimos una humorada que llegó demasiado lejos.”

Aldo Montaña en el sitio asalalleba.com.ar opinó:

De Los Síquicos Litoraleños se dice que hacen “chamamé futurista” y se los compara tanto con Captain Beefheart como con The Residents y Tránsito Cocomarola… En un momento… llegaron a ser catalogados como “Pink Floyd para pobres” pero la mejor definición de su música fue acuñada por ellos mismos mediante una palabra que resume su linaje y su ambición artística en un nuevo género: la chipadelia…Hay algo que se expone en Encandilan Luces que tiene que ver con las elecciones artísticas, con qué cosas se negocian a la hora de hacer una carrera. Los Síquicos siempre fueron fieles a su tierra natal como si la tomaran como una responsable más de su obra, acaso conscientes de que era la proveedora de una de las razones de su locura; los hongos. Ajenos a todo lo que se dice sobre ellos, los miembros de la banda prefieren mantenerse en secreto. Apenas si les vemos las caras durante la película, y solo sabemos lo que piensan por algún fragmento de entrevista que aparece por ahí.